# Font de Purredó
La Font de Purredó és una font de l'antic terme de Sant Salvador de Toló, actualment pertanyent al municipi de Gavet de la Conca. És dins del territori del poble de Sant Salvador de Toló.
Està situada a 686 m d'altitud, al nord-oest de Sant Salvador de Toló. És al vessant sud-est del Purredó, o Tossal del Patxot i en el de ponent del Serrat del Calvari.